# Бер-Лейк (Пенсільванія)
Бер-Лейк (англ. Bear Lake) — місто (англ. borough) в США, в окрузі Воррен штату Пенсільванія. Населення — 148 осіб (2020).

## Географія
Бер-Лейк розташований за координатами 41°59′36″ пн. ш. 79°30′5″ зх. д. / 41.99333° пн. ш. 79.50139° зх. д. (41.993436, -79.501364).  За даними Бюро перепису населення США в 2010 році місто мало площу 1,80 км², уся площа — суходіл.

## Демографія
Згідно з переписом 2010 року, у селищі мешкали 164 особи в 63 домогосподарствах у складі 44 родин. Густота населення становила 91 особа/км².  Було 70 помешкань (39/км²).
Расовий склад населення:
| - 90,9 % — білих - 7,9 % — осіб інших рас |

До двох чи більше рас належало 1,2 %. Частка іспаномовних становила 7,9 % від усіх жителів.
За віковим діапазоном населення розподілялося таким чином: 26,2 % — особи молодші 18 років, 56,1 % — особи у віці 18—64 років, 17,7 % — особи у віці 65 років та старші. Медіана віку мешканця становила 43,7 року. На 100 осіб жіночої статі у селищі припадало 105,0 чоловіків;  на 100 жінок у віці від 18 років та старших — 98,4 чоловіків також старших 18 років.
Середній дохід на одне домашнє господарство  становив 37 358 доларів США (медіана — 33 000), а середній дохід на одну сім'ю — 44 985 доларів (медіана — 37 083). Медіана доходів становила 33 333 долари для чоловіків та 25 156 доларів для жінок. За межею бідності перебувало 20,3 % осіб, у тому числі 27,8 % дітей у віці до 18 років та 17,1 % осіб у віці 65 років та старших.
Цивільне працевлаштоване населення становило 58 осіб. Основні галузі зайнятості: виробництво — 44,8 %, роздрібна торгівля — 20,7 %, освіта, охорона здоров'я та соціальна допомога — 15,5 %.